# Grup Ponzán
Grup Ponzán és el nom pel qual es coneix l'organització de guies i correus, formada majoritàriament per espanyols anarquistes, que va actuar a Occitània i a Espanya durant la Segona Guerra Mundial, que pren el seu nom de qui fou el seu principal responsable, Francisco Ponzán Vidal. El seu centre d'operacions radicava a Tolosa de Llenguadoc.

## Història
El Grup Ponzán va treballar per als serveis secrets francesos, belgues i, sobretot, anglesos. En el context de la guerra i la França ocupada, als aliats els calia comptar amb passos clandestins de la frontera espanyola que els permetessin evadir persones en perill (particularment aviadors derribats en sòl francès) i conduir correus a les seves ambaixades i consolats. Els anarquistes del Grup Ponzán pretenien estendre i enfortir la lluita contra Franco en tots els fronts possibles i la col·laboració amb els serveis secrets aliats els aportaven finançament, armes i contactes.
Els recels eren mutus. Són reveladores en aquest sentit les paraules d'Albert Guérisse, responsable de la "xarxa d'evasió" anglesa Pat O'Leary: Vidal (Vidal és el cognom matern de Ponzán, a qui es refereix Guérisse) no tenia simpatia particular pels anglesos. Els tenia la mateixa consideració que a francesos i alemanys; és a dir, els considerava peons d'un tauler d'escacs. El tauler era Espanya, a l'altre costat de les muntanyes. Espanya dominada per Franco. Rebel, impacient per actuar, arrossegant vells somnis d'anarquista, Vidal sempre reclamava armes.
L'agent francès Robert Terres es refereix així als membres del Grup Ponzán: Reclutats (pels anglesos) a les regions frontereres entre els elements més irreductibles i més idealistes dels refugiats antifeixistes decidits a continuar la lluita contra Franco i disposats per a això a acceptar qualsevol ajuda (...) en forma de protecció i de diners.
Agustín Remiro, detingut i condemnat a mort després d'una missió del Grup a Espanya i Portugal, escriu en una carta dirigida a López (segurament Eusebio López Laguarta) des de la presó de Madrid: No us en fieu dels anglesos, són uns canalles (...) i només ens volen per explotar la nostra voluntat. No parlo amb despit, no, només us parlo amb la finalitat que no sigueu víctimes dels responsables del dolor espanyol.
Foren col·laboradors destacats del Grup, endemés de Francisco Ponzán, entre altres: la seva germana Pilar Ponzán, Joan Català, Floreal Barberà, Palmira Pla Pechovierto, Juan Manuel Barrabés, Juan Zafón, Manuel Huet, Josep Ester i Borràs, Agustín Remiro Manero, Vicente Moriones Belzunegui, Miguel Chueca, Amadeo Casares, Eusebio López Laguarta.
El Grup participà en l'evasió d'aproximadament tres mil persones i prestà un nombre indefinit de serveis de correu.